# Nymphaea gardneriana
Nymphaea gardneriana ist eine Pflanzenart aus der Gattung der Seerosen (Nymphaea) innerhalb der Familie der Seerosengewächse (Nymphaeaceae). Diese Wasserpflanze kommt auf Kuba vor und ist im tropischen Südamerika verbreitet.

## Beschreibung

### Vegetative Merkmale

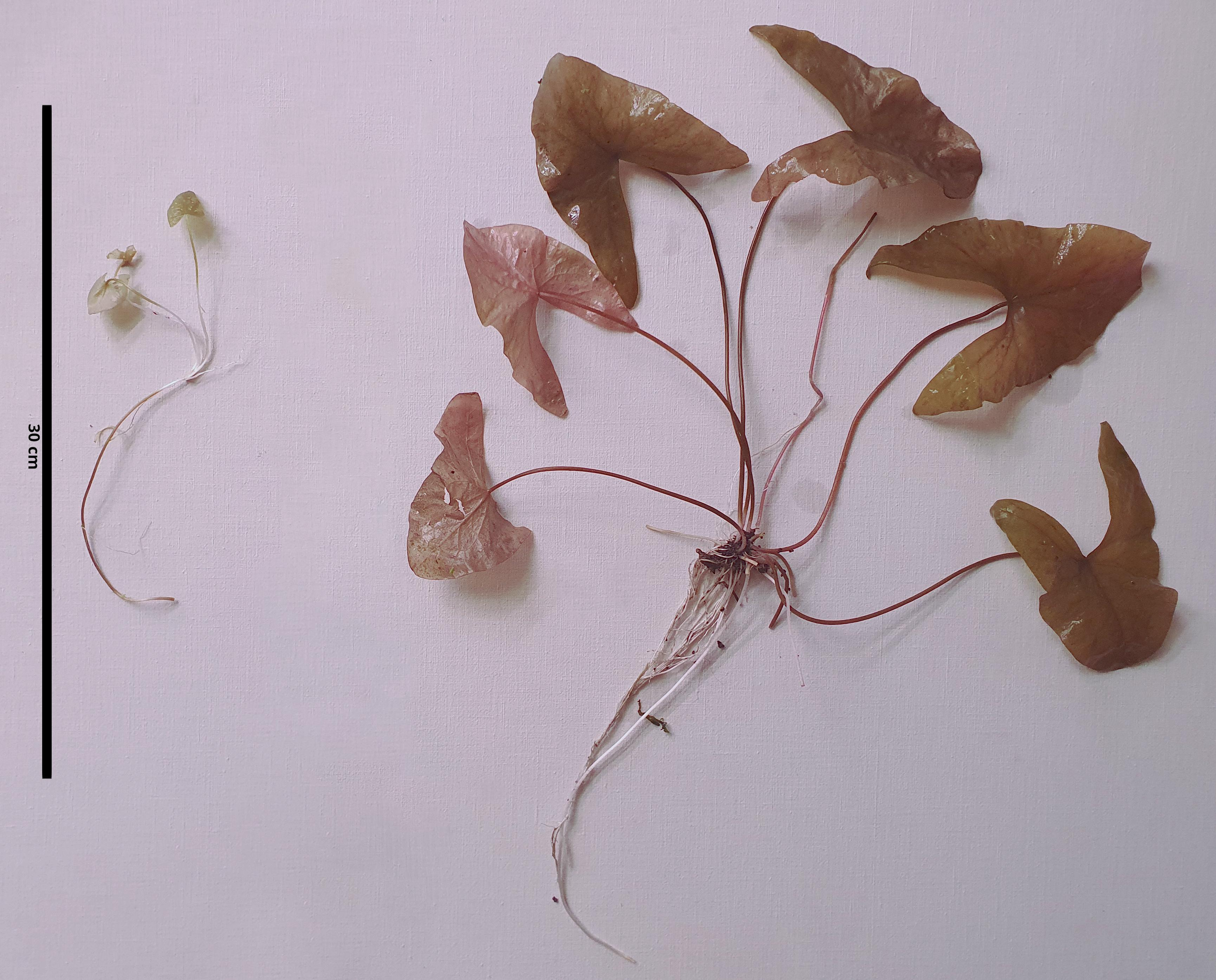
Submers wachsende Nymphaea gardneriana mit einem abgetrennten Ausläufer und Maßstab (30 cm)

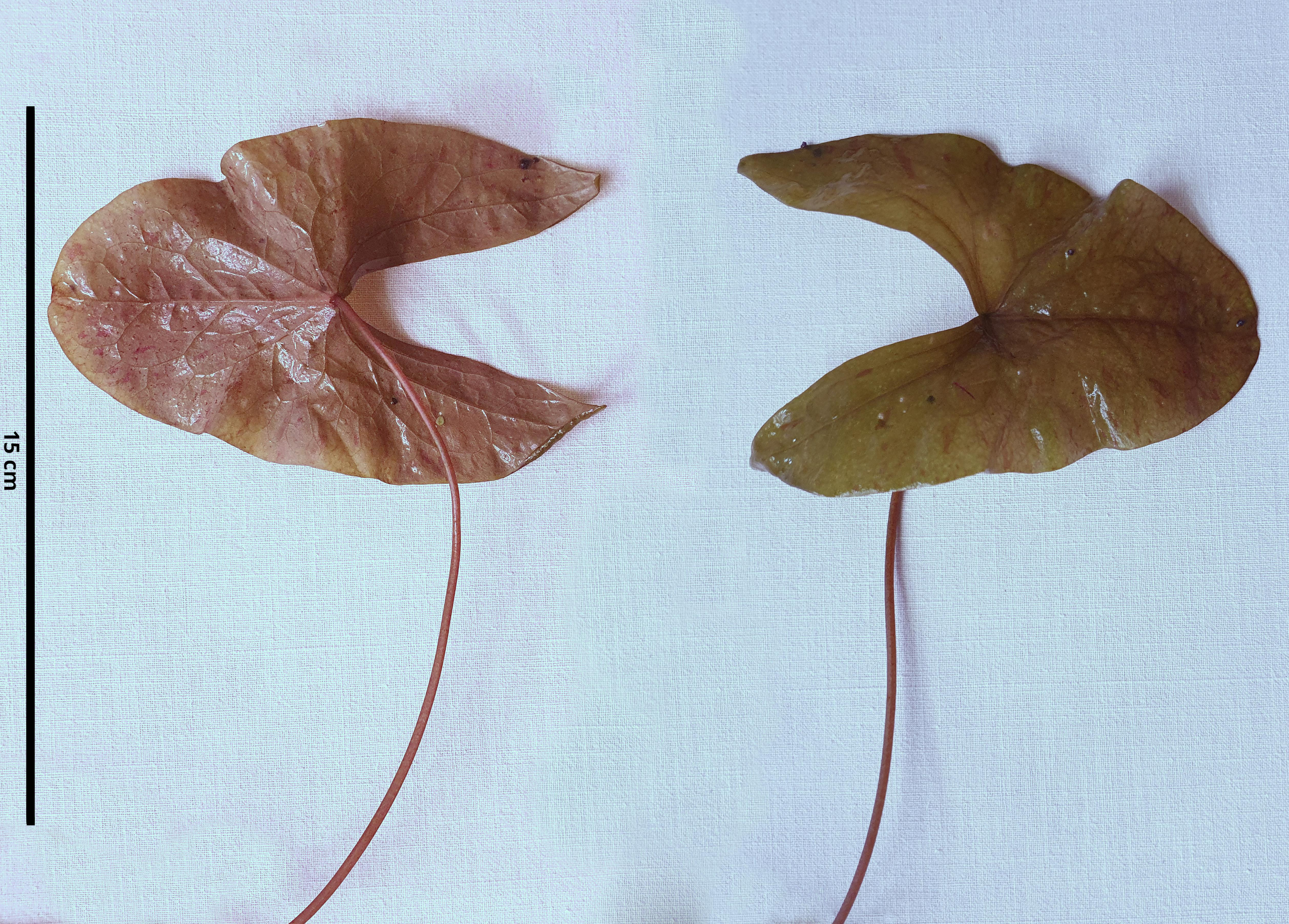
Submerses Blatt mit Maßstab (15 cm)

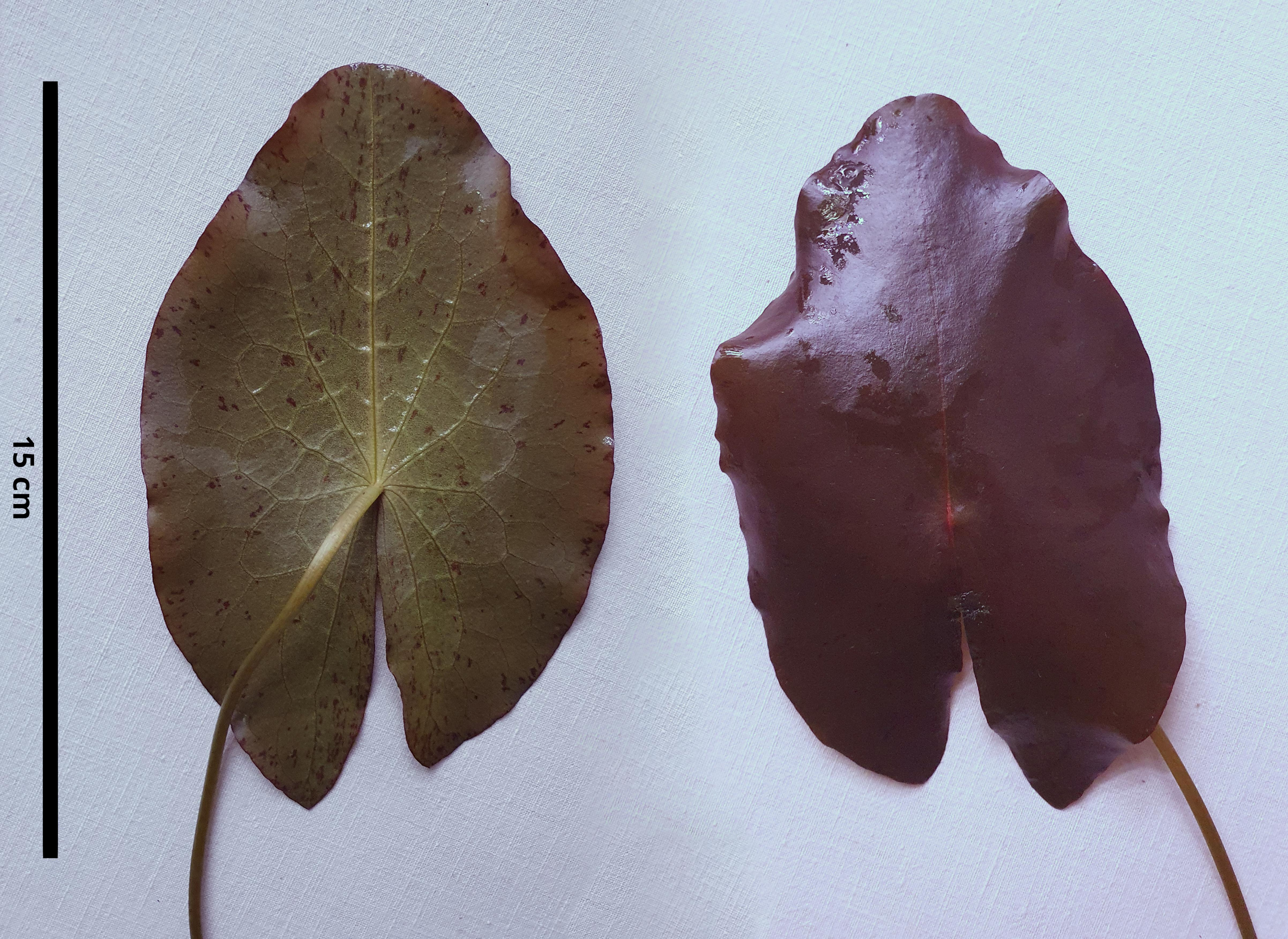
Schwimmblatt mit Maßstab (15 cm)

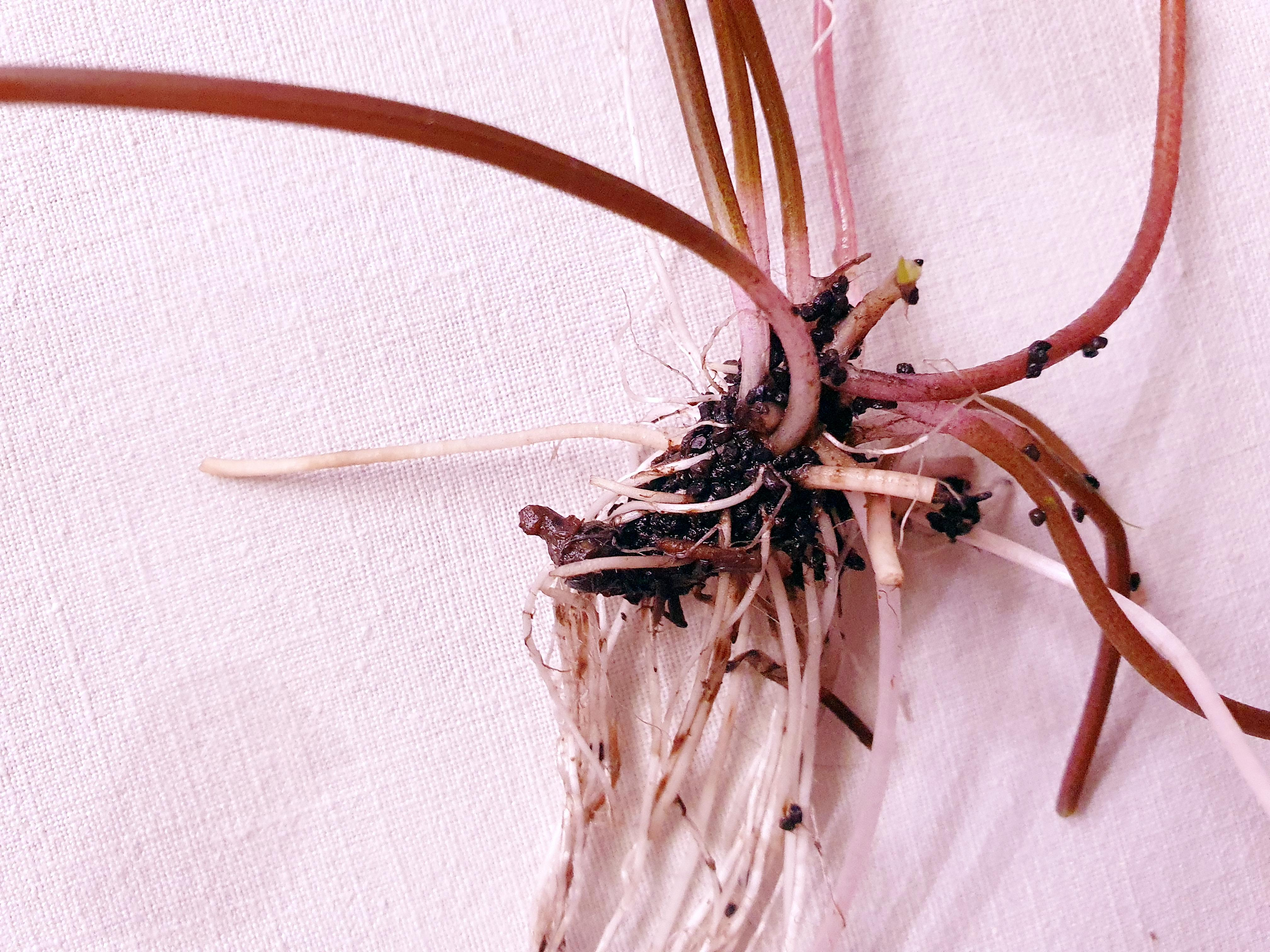
Rhizom und Wurzeln

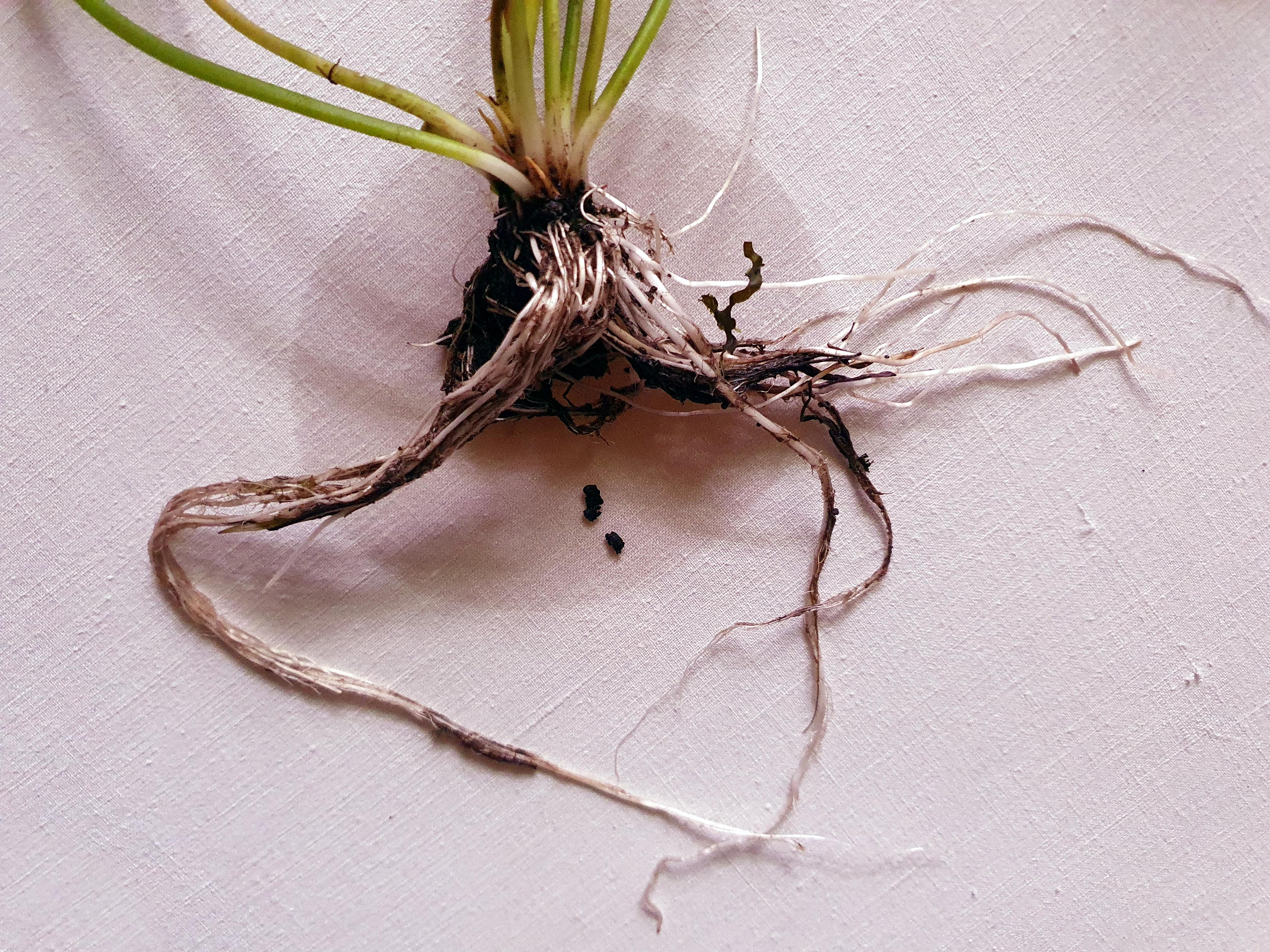
Rhizom und Wurzeln

Nymphaea gardneriana ist eine polymorphe Art, welche ein hohes Maß an phänotypischer Plastizität aufweist und somit ihre Erscheinung an unterschiedliche Umweltbedingungen anpasst.
Nymphaea gardneriana ist eine ausdauernde krautige Pflanze. Ihr eiförmige Rhizom bildet Ausläufer aus.
Die Schwimmblätter haben vier oder fünf Hauptadern. Die Blattoberfläche ist kahl und weist unregelmäßig verteilte violette Flecken auf. Die Färbung des Blattes variiert mit der Lichtintensität, der es ausgesetzt ist. Bei direkter Sonneneinstrahlung färben sich die Blätter rot aufgrund von Anthocyanen. Diese schützen das Gewebe vor dem Sonnenlicht.

### Generative Merkmale

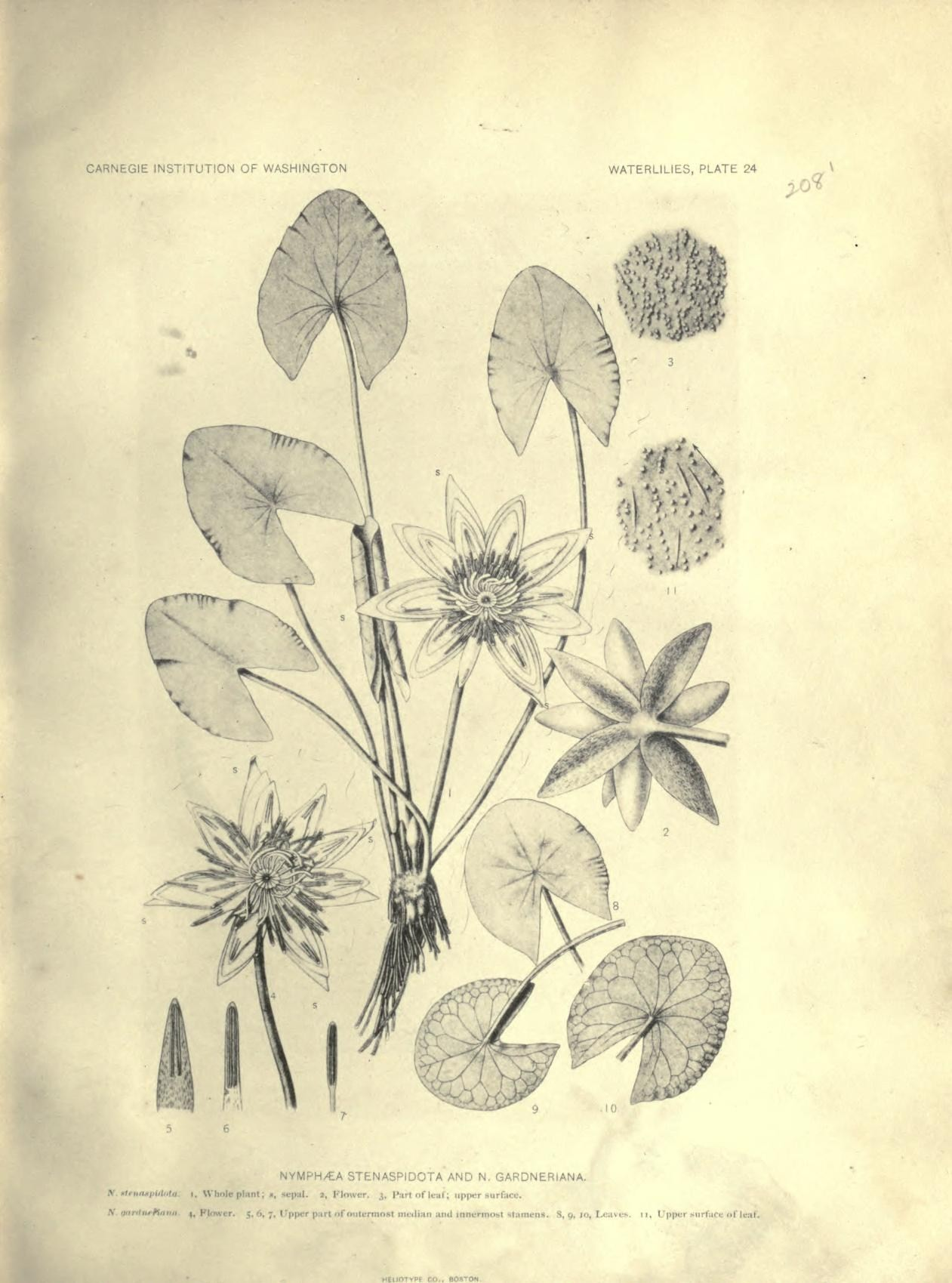
Botanische Illustration

Methylhexanoat, eine der Hauptkomponenten des Blütendufts

Der kahle Blütenstiel weist einen Durchmesser von bis zu 6 mm und fünf oder sechs zentrale primäre sowie zehn bis zwölf periphere sekundäre Luftkanälen auf. Die auf der Wasseroberfläche schwimmenden Blüten haben einen Der Blütenduft wird als sehr angenehm, oder auch als stechend, fermentiert, fruchtig oder lösungsmittelartig beschrieben. Er setzt sich hauptsächlich aus Methylhexanoat und Methyl-2-methylbutanoat zusammen. Der Blütenduft wird vor allem von den innersten Blütenhüllblätter sowie den petaloiden Staubblättern produziert.

## Zytologie
Die Chromosomenzahl beträgt n = 14.

## Ökologie

### Vegetative Vermehrung
Die vegetative Vermehrung durch die Bildung von Ausläufern ist die wichtigste Form der Vermehrung. Proliferierende Pseudanthien werden nicht ausgebildet.

### Bestäubung
Die Arten der Untergattung Nymphaea subg. Hydrocallis werden durch Käfer der Gattung Cyclocephala bestäubt.

### Generative Vermehrung
Es werden nur selten Früchte gebildet, obwohl die Blüten in Kultur durch künstliche Bestäubung leicht Früchte ansetzen. Die sexuelle Fortpflanzung ist im Gegensatz zur vegetativen Vermehrung nur von geringerer Bedeutung.

### Herbivorie
Es wurde berichtet, dass Vögel die Rhizome von Nymphaea gardneriana bei niedrigem Wasserstand suchen.
Die äußeren Blütenblätter weisen sekretorische Zellen auf, welche eine Schutzfunktion gegen Pflanzenfresser und Mikroorganismen haben könnten.

## Systematik

### Taxonomie
Das Typusexemplar wurde von Mr. G. Gardner in Brasilien gesammelt.
Die Erstbeschreibung von Nymphaea gardneriana erfolgte 1852 von Jules Émile Planchon in Flore des serres, et des jardins de l'Europe; ou descriptions des plantes les plus rares et les plur méritantes, ... et extraits des Botanical Magazine, Botanical Register, Paxton's Magazine of Botany, etc. Ghent. 8, Seite 120. Synonyme für Nymphaea gardneriana sind: Leuconymphaea gardneriana (Planch.) Kuntze, Nymphaea fragrans Gardner ex Casp., Nymphaea passiflora Lehm., Nymphaea stenaspidota Casp., Nymphaea wittiana Ule.

### Position innerhalb von der GattungNymphaea
die Nymphaea gardneriana wird in die Untergattung Nymphaea subg. Hydrocallis eingeordnet.

## Vorkommen und Gefährdung

### Lebensraum
Nymphaea gardneriana kommt in verschiedenen Süßwasserhabitaten vor. In Flüssen wächst sie submers, während sie in stehenden Gewässern Schwimmblätter ausbildet. Diese Art kommt sowohl in sehr klarem Wasser des Sucuri-Flusses in Brasilien vor, als auch in Seen im Pantanal, welche sich durch lehmige Böden und trübes Wasser mit hohem Anteil an organischen Materials auszeichnen.
Nymphaea gardneriana ist neben anderen Seerosenarten ein wichtiger Bestandteil der trophischen Kette aquatischer Ökosysteme, da sie Wasserorganismen Unterschlupf bietet.

### Gefährdung
Nymphaea gardneriana gilt in der westkubanischen Provinz Pinar del Río als „gefährdet“. Sie wird dort durch den Verlust und die Verschlechterung der Lebensräume bedroht. Dies geschieht durch Verstopfung und Verschmutzung der Gewässer durch Abfälle, Landwirtschaft, Viehzucht und die Auswirkungen invasiver Arten.

## Nutzung
Nymphaea gardneriana wird selten kultiviert. Diese Art kann in Lehm-, Ton- oder Sandböden kultiviert werden. Die Vermehrung ist durch Teilung möglich.